# Euphylidorea tepida
Euphylidorea tepida is een tweevleugelige uit de familie steltmuggen (Limoniidae). De soort komt voor in het Nearctisch gebied.